# 田宮裕
田宮 裕（たみや ひろし、1933年〈昭和8年〉1月10日 - 1999年〈平成11年〉1月12日）は、日本の法学者。専門は刑事法。刑事訴訟法の第一人者として知られる。田宮の学説体系は「田宮刑訴」と言われ、刑事手続きの実務全般に大きな影響を与えた。1960年（昭和35年）日本刑法学会賞受賞。立教大学名誉教授。法学博士（東京大学・論文博士・1989年）。1998年（平成10年）紫綬褒章受章。

## 略歴
1955年、東京大学法学部卒業、東京大学法学部助手（指導教官は団藤重光、平野龍一）。1958年、北海道大学助教授、1962年から1964年までミシガン大学留学。1968年、立教大学法学部法学科教授。1998年、亜細亜大学教授。司法試験考査委員（刑事訴訟法）を務めた。

## 年譜
- 1933年（昭和8年）出生
- 1954年（昭和29年）司法試験合格
- 1955年（昭和30年）東京大学法学部卒業、同助手
- 1958年（昭和33年）北海道大学法学部助教授
- 1968年（昭和43年）立教大学法学部法学科教授
- 1989年（平成元年）法学博士（東京大学）（学位論文「一事不再理の原理」）
- 1998年（平成10年）立教大学を定年退職、立教大学名誉教授。亜細亜大学教授。
- 1999年（平成11年）亜細亜大学教授在職中に逝去。66歳没。

## 学説
平野龍一が主張する当事者主義、弾劾的捜査観の流れを汲む学説を展開し、通説的な地位を占めた。
田宮は、生涯の研究テーマとして、憲法第31条における「法律による適正手続き」を重視してデュー・プロセス論を説く。田宮は、デュー・プロセス論を憲法的刑事訴訟法論とも言い換えることができるとした上で、憲法的刑事訴訟法論は、憲法の理念と現実の刑事訴訟法の規定ないし運用の間のギャップがある場合に、合憲的な解釈・運用を図るという目的をもち、憲法によって訴訟の構造原理としては当事者主義が、方法原理としては司法による法形成が導かれるとし、これを基に刑事訴訟法の個々の論点を解釈した上でそれらを体系化しようと試みた。このような立場から、田宮は、判例の法創造機能を重視し、同様の立場にたつ芦部信喜の憲法の変遷論における習律説を紹介しつつ、裁判所の法創造による「刑事訴訟の変遷」を説いた。
主要著書『刑事訴訟法』（有斐閣、新版1996年）は死去以降（実質的には新版発行以降）、現在（2011年現在）に至るまで15年近くも改訂・補訂がなされていない状況が続いている。そのため新版発行以降になされた刑事訴訟法の改正等への対応が不十分になっている。

## 教育者として
田宮は、研究者としてだけではなく、教育者としても評価が高かった。「判例は法そのものを構成する要素であり、学説とは質的に違う」という考えの下、判例と単なる学説を峻別して、学生に判例学習の重要性を強調した。それは、自著において判例・通説（通説・判例ではなく）の紹介を先行させて、自説は見えるか見えないかという程度に述べるという「かくれんぼ刑訴」という表現スタイルにも表れている。

## エピソード
- 1998年1月13日、立教大学での最終講義「日本の刑事裁判」には、学外からも小田中聰樹など著名な学者が詰め掛け、講義終了後にはロッキーのテーマが流された（有斐閣『書斎の窓』編集後記より）（『立教法学』にも掲載[要出典]）。

## 主要著書
- 『捜査の構造』（有斐閣、1971年）
- 『刑事訴訟とデュー・プロセス』（有斐閣、1972年）
- 『刑事訴訟法入門』（有信堂、1973年）
- 『刑事訴訟法１』（有斐閣、1975年〈編著〉）
- 『一事不再理の原則』（有斐閣、1978年）
- 『注釈刑事訴訟法』（有斐閣、1980年）
- 『刑事訴訟法講義案』（宗文館書店、1982年）
- 『演習　刑事訴訟法』（有斐閣、1983年）
- 『ホーンブック刑事訴訟法』（北樹出版、1984年〈編著〉）
- 『ホーンブック刑法総論』（北樹出版、1985年〈編著〉）
- 『ホーンブック刑法各論』（北樹出版、1985年〈編著〉）
- 『少年法』（有斐閣、1986年〈編著〉）
- 『刑事訴訟法判例百選第5版』（有斐閣、1986年〈編著〉）
- 『刑事手続とその運用』（有斐閣、1990年）
- 『日本の裁判（第2版）』（弘文堂、1995年）
- 『刑事訴訟法』（有斐閣、初版1992年、新版1996年）
- 『変革のなかの刑事法』（有斐閣、2000年）
- 『刑事法の理論と現実』（岩波書店、2001年）